# NGC 1231
NGC 1231 је спирална галаксија у сазвежђу Еридан која се налази на NGC листи објеката дубоког неба.
Деклинација објекта је - 15° 34' 9" а ректасцензија 3h 6m 29,3s. Привидна величина (магнитуда) објекта NGC 1231 износи 14,2 а фотографска магнитуда 14,9. NGC 1231 је још познат и под ознакама MCG -3-8-74, PGC 11658.